# Celso Vieira (Fußballspieler)
Celso Vieira (* 25. September 1974 in Porto Alegre) ist ein ehemaliger brasilianischer Fußballspieler.

## Karriere
Vieira begann seine Karriere 1995 beim Erstligisten SC Internacional. 1997 wurde er mit dem Verein Tabellendritter der Campeonato Brasileiro Série A. Von 1999 bis 2000 war er außerdem noch bei den Vereinen Ituano FC und Portuguesa unter Vertrag. 2001 wechselte er zum japanischen Zweitligisten Vegalta Sendai. Danach spielte er bei EC Guarani und Sampaio Corrêa FC.